# Concurso de acreedores (España)
Un concurso de acreedores es un procedimiento legal que se origina cuando una persona física o jurídica deviene en una situación de insolvencia en la que no puede hacer frente a la totalidad de los pagos que adeuda. El concurso de acreedores abarca las situaciones de quiebra y las de suspensión de pagos.
La regulación legal española de esta materia se encuentra en la Ley Concursal (Ley 22/2003 de 9 de julio), modificada por el Real Decreto Ley 3/2009, de 27 de marzo, de medidas urgentes en materia tributaria, financiera y concursal ante la evolución de la situación económica, y la Ley 38/2011, de 10 de octubre.
La última modificación significativa de esta Ley, fue introducida por la Ley 9/2015, de medidas urgentes en materia concursal, que se publicó en el BOE el 26 de mayo de 2015 y entró en vigor el 27 de mayo, y que modifica preceptos relativos al convenio, a la fase de liquidación, a la calificación del concurso, al acuerdo extrajudicial de pagos y a los acuerdos de refinanciación, entre otros.
La actual Ley Concursal (Ley 1/2020 de 5 de mayo), que entró en vigor el 01/09/2020, deroga a la ya mencionada Ley 22/2003 del 9 de julio Concursal.
Tal y como señala la Exposición de Motivos de la Ley Concursal, con la regulación española de los concursos de acreedores se persigue satisfacer la necesidad de regular el reparto de pérdidas cuando alguien no puede hacer frente a las deudas. En este procedimiento se protege más a los débiles, como los trabajadores, y se posterga a aquellos que han tenido influencia en la mala situación económica o que puedan beneficiarse del concurso, por ejemplo, administradores de las personas relacionadas con el concursado.

## Legislación anterior a 2003
El sistema anterior era arcaico, disperso y obsoleto, hasta el punto de seguir vigentes normas de la época de Fernando VII. La antigüedad no tiene por qué ser un defecto: al contrario, una norma que soporta los avatares del tiempo más de cien años debe tener algo bueno, pero en el derecho mercantil, donde se han sufrido tantos cambios y realizado tantos avances, simplemente, estaba obsoleta.
Durante muchos años, el régimen que se siguió con respecto a la insolvencia hacía una distinción doble: primero entre personas físicas y jurídicas, y segundo, entre estados de insolvencia transitoria y definitiva. De esta forma coexistían cuatro instituciones concursales diferentes:
1. Insolvencia transitoria de una persona física: Procedimiento de Quita y Espera
2. Insolvencia definitiva de una persona física: Concurso de Acreedores
3. Insolvencia transitoria de una persona jurídica: Suspensión de Pagos
4. Insolvencia definitiva de una persona jurídica: Quiebra

Cada una de ellas tenía un procedimiento adecuado a la complejidad del patrimonio del que se ocupaba. De esta manera, los procedimientos de personas físicas eran más sencillos que los de las personas jurídicas, cuyo patrimonio e implicaciones son mayores y más complejos. Por otra parte, en los casos de insolvencia transitoria, la finalidad de estos procedimientos era intentar salvar la situación, mientras que en los definitivos, el objetivo perseguido es, no tanto, la conservación del patrimonio, como una ejecución ordenada del mismo.
La normativa no estaba muy meditada. Una de las principales normas, la Ley de Suspensión de Pagos, de 26 de julio de 1922, promulgada con carácter provisional, estuvo vigente hasta el 2003. El conjunto era complicado, falto de coherencia, carente de principios generales y con un desarrollo caótico.

### La regulación de la Ley 22/2003
En el año 2003 se realizó una profunda reforma del sistema. Los cambios más importantes fueron la unificación de todas las instituciones concursales y el cambio de mentalidad a la hora de delimitar los objetivos de estos procedimientos.

### 1. La unificación de los procedimientos
Se eliminan todos los procedimientos anteriores, y se instaura una única institución denominada Concurso de Acreedores. Ese proceso sirve tanto para una insolvencia transitoria y leve del patrimonio de una persona física cualquiera, como para la más grave y culpable insolvencia de una gran multinacional. Esto se consigue a través de la creación de un procedimiento altamente flexible llamado "Skuma", que permite su adaptación a toda clase de situaciones.

### 2. El nuevo objetivo de la legislación concursal
A diferencia del régimen anterior, la nueva regulación concursal y los procedimientos que ella instaura tienen como único y absoluto objetivo la conservación del patrimonio. Destaca el afán del legislador por evitar a toda costa, la desaparición de los negocios y sus nefastas consecuencias. Por ello, y a pesar de que en algunos casos algunos acreedores deban quedarse sin cobrar todo o parte de sus deudas, o tengan que esperar largo tiempo para cobrarlas, lo más importante es que la actividad económica no desaparezca.
Solo los casos absolutamente excepcionales se guiarán directamente hacia la liquidación.

## Principios fundamentales de la nueva Ley Concursal

### Único juez
Existe un único juez para conocer de absolutamente todas las cuestiones relativas al concurso.

### Par conditio creditorum
Par conditio creditorum o igualdad de todos los acreedores. Se trata de un Principio General del Derecho que implica la eliminación del principio prior in tempore, potior in iure, que viene a significar que el acreedor que llegue primero cobra primero. De esta manera, se hace un llamamiento a todos los acreedores del concursado para que se integren en la llamada Masa Pasiva del Concurso, y partiendo de ahí, se idee una forma de satisfacer la mayor parte posible de sus deudas en el menor tiempo posible. No obstante, este principio no es absoluto, sino que está sometido a ciertas limitaciones o matices.

#### Excepciones
Este principio es la regla general en el proceso AAIII, pero encuentra algunas excepciones:
1. Créditos contra la masa, que ni siquiera entran a formar parte del concurso y que serán los primeros en pagarse. De forma muy general, son aquellos créditos cuya creación es necesaria para continuar la actividad, y todos aquellos generados después de la Declaración de Concurso (p.ej.: retribución de la administración concursal).
2. Créditos privilegiados, que se cobran con prioridad. Son créditos laborales hasta ciertas cuantías, créditos garantizados, créditos de la Hacienda Pública y la Seguridad Social, etc.
3. Créditos subordinados, que se cobran en último lugar. Son normalmente créditos de personas relacionadas con el concursado (parientes, socios…), intereses de los créditos, etc.

### Deber de solicitud del concurso
Deber de solicitar el concurso, por parte del empresario, en caso de situaciones de insolvencia y pre-insolvencia. El hecho de no instar el Concurso no es un hecho ilícito en sí, ni implica necesariamente que se vaya a declarar el Concurso Culpable, pero en muchos casos la ausencia de comunicación a las autoridades, es considerada como un indicio de que la insolvencia ha sido ocultada e incluso provocada. Esto último provocaría la apertura de la pieza de culpabilidad del Concurso, que implicaría finalmente, la declaración de Concurso Culpable, que conllevará que aquellos que han provocado u ocultado la insolvencia no cobren nada, y que se puedan abrir procesos penales contra ellos.

## Presupuestos de la declaración de concurso
Los supuestos para el inicio del procedimiento de Concurso de Acreedores en España son de dos tipos:
- Presupuestos subjetivos de la declaración de concurso. 
  - Que el deudor sea persona natural o jurídica, o un patrimonio de los admitidos como sujetos pasivos de este procedimiento. Ya no es necesario ostentar la condición de comerciante.
  - El patrimonio admitido es "la herencia", que podrá declararse en tanto no haya sido aceptada pura y simplemente por los herederos".
  - Se excluye a las entidades que integran la organización territorial del Estado, los organismos públicos y demás entes de derecho público. Esta regulación es más restrictiva que la anterior.
- Presupuestos objetivos de la declaración de concurso. 
  - Que el deudor se encuentre en estado de insolvencia considerada como la imposibilidad de cumplir regularmente sus obligaciones exigibles.

"Cumplir regularmente" es un nuevo criterio introducido por la Ley Concursal. Se aparta de los sistemas de ponderación tradicionales hacia otro nuevo, más abstracto, pero eficiente. El ejemplo típico, y lamentablemente muy común, es conseguir hacer cumplir con los pagos mediante créditos que no podrán devolverse. Se está ocultando una situación de quiebra con una falsa apariencia de solvencia mediante un pago anormal de las obligaciones. Al final, el único que cobra es el banco, quien tiene las garantías hipotecarias de todo el patrimonio personal de los socios de la empresa, mientras que los pequeños empresarios han acumulado impagados por un importes de dos, tres y hasta cuatro veces ese patrimonio. El perjuicio a la sociedad de este tipo de prácticas, impone la necesidad de impedirlas, exigiendo la disolución de una empresa desde el momento que se tiene certeza de su inviabilidad, no el día que la situación es insostenible.
Se deben de destacar la novedad de "pagar regularmente", que no es hacerlo "de modo habitual" o en fecha, es realizarlo de un modo correcto.

## Legitimación y requisitos para solicitar el concurso
Dentro del Concurso de Acreedores, una de las partes más importantes en la práctica, es, quién y cuándo se puede solicitar el concurso.
La legitimación para iniciar el concurso corresponde a:
- Si es persona física el propio deudor o un acreedor de dicho deudor.
- Si es persona jurídica, será competente para decidir sobre la solicitud el órgano de administración o de liquidación.
- Entidades sin personalidad jurídica, quien tenga la representación, según la legislación aplicable.

Cuando la presenta el deudor, ya sea persona física o no, nos encontramos en presencia de un concurso voluntario y si la presenta el acreedor de un concurso necesario. 
Los requisitos y forma para presentar una solicitud de concurso por el deudor son:
- Debe presentarse la solicitud dentro de los dos meses siguientes a la fecha en que hubiera conocido o debido conocer su estado de insolvencia.
- Se solicitará por escrito expresando si es insolvencia actual o inminente.
- Aportará la documentación siguiente:
  - Poder especial para solicitar el concurso.
  - Memoria expresiva de la historia económica y jurídica del deudor.
  - Inventario de bienes y derechos.
  - Relación de acreedores, por orden alfabético.
  - Si el deudor estuviera legalmente obligado a llevar contabilidad:
    - Cuentas anuales.
    - Memoria de los cambios significativos operados en el patrimonio con posterioridad a las últimas cuentas anuales.
    - Estados financieros intermedios elaborados con posterioridad a las últimas cuentas anuales presentadas.

También puede iniciar el procedimiento un acreedor a quien no se abona su crédito. Para ello, debe cumplirse el siguiente requisito inexcusable: haberse despachado ejecución o apremio y que en su cobro se haya detectado la existencia de alguno de los siguientes supuestos:
- El sobreseimiento general en el pago corriente de las obligaciones del deudor.
- La existencia de embargos por ejecuciones pendientes que afecten de una manera general al patrimonio del deudor.
- El alzamiento o la liquidación apresurada o ruinosa de sus bienes por el deudor.
- El incumplimiento generalizado de obligaciones de alguna de las clases siguientes:
  - Pago de obligaciones tributarias exigibles durante los tres meses anteriores a la solicitud de concurso.
  - Pago de cuotas de la Seguridad Social, y demás conceptos de recaudación conjunta durante el mismo período de tres meses.
  - Pago de salarios e indemnizaciones y demás retribuciones derivadas de las relaciones de trabajo correspondientes a las tres últimas mensualidades.

También pueden pedir el concurso, terceros, aun cuando no sean acreedores, siempre que tengan interés legítimo y acrediten, o propongan el modo, una situación de insolvencia.
Como caso excepcional, puede iniciarse un concurso cuando en actuaciones por delitos contra el patrimonio y contra el orden socioeconómico se pongan de manifiesto indicios de estado de insolvencia de algún presunto responsable penal y de la existencia de una pluralidad de acreedores.

## Fases del concurso
Las fases del concurso se describen en el artículo 183 de la Ley Concursal. Divide el procedimiento en seis secciones:
1. Lo relativo a la declaración de concurso, a las medidas cautelares, a la resolución final de la fase común, a la conclusión y, en su caso, a la reapertura del concurso.
2. Lo relativo a la administración concursal del concurso, al nombramiento y al estatuto de los administradores concursales, a la determinación de sus facultades y a su ejercicio, a la rendición de cuentas y, en su caso, a la responsabilidad de los administradores concursales.
3. Lo relativo a la determinación de la masa activa, a la sustanciación, decisión y ejecución de las acciones de reintegración y de reducción, a la realización de los bienes y derechos que integran la masa activa, al pago de los acreedores y a las deudas de la masa.
4. Lo relativo a la determinación de la masa pasiva, a la comunicación, reconocimiento, graduación y clasificación de créditos. En esta sección se incluirán también, en pieza separada los juicios declarativos contra el deudor que se hubieran acumulado al Concurso de Acreedores y las ejecuciones que se inicien o reanuden contra el concursado.
5. Lo relativo al convenio o, en su caso, a la liquidación.
6. Lo relativo a la calificación del concurso y a sus efectos.

En la práctica, aplicando un criterio cronológico, existen cuatro fases:
1. actos previos.- Hasta el auto de admisión a trámite.
2. Fase común.- Desde el auto de admisión a trámite hasta el informe concursal.
3. Fase de resolución.- Convenio para continuar la actividad o liquidación.
4. Determinación de la responsabilidad.

Puede haber una reapertura que nos devuelve a la Fase 3.

### Fase 1: Actos previos
Hasta el auto judicial declarando el concurso, existe una fase previa amplia y compleja:
- Presupuestos de la declaración de concurso.
- Procedimiento para la declaración de concurso.

### Fase 2: Fase común
Tras la declaración de concurso se inician una serie de efectos, pero estos efectos ya forman parte de la fase común. Por esta causa el auto de declaración de concurso forma parte de los actos previos, cuya fase finaliza, y de la fase común, que inicia.
Debemos destacar los siguientes aspectos:
- Efectos de la declaración del concurso:
  - Para el deudor, respecto a la legislación anterior, se atenúan y se suprimen aquellos que tenían un carácter represivo de la insolvencia.
  - Para el acreedor aseguran su posibilidad de cobro pero le impone nuevas obligaciones.
- La administración concursal: Es el nuevo elemento sobre el cual gira la solución que regula la Ley Concursal.
- Determinación de la masa activa y pasiva del concurso: auténtico punto de partida necesario para trabajar, saber cuanto tiene y cuanto debe el concursado.
- El informe de la administración concursal: compendio de todo el trabajo realizado en esta fase.

### Fase 3: Fase de resolución
Las soluciones del concurso previstas en la Ley son:
- El convenio.
- La liquidación.

Cada una tiene su particular tramitación, y aun cuando solo se tramite una u otra, es posible tramitar un convenio, y por su incumplimiento, terminara en una liquidación.

#### El convenio
El legislador prefiere el convenio, pero existen dos tipos de convenio:
1. Propuesta anticipada de convenio - que se puede aportar con la demanda, cuando es el propio concursado quien inicia el procedimiento concursal.
2. Propuesta de convenio atrasada - cuando el procedimiento no ha sido iniciado por el propio concursado, tras la fase común el concursado tiene la posibilidad de proponer un convenio que impida la liquidación.

Se regula todo un procedimiento de tramitación del convenio para determinar si es posible evitar la liquidación mediante un acuerdo. Debemos de tener muy presente que muchos acuerdos representan importantes quitas y largas esperas.
Terminados los trámites, con la aprobación de una propuesta de convenio, o la decisión de liquidación, la ley impone la apertura de la sección quinta.
Si existen una o varias propuestas de convenio se celebra la junta de acreedores, que estos aprueben o rechacen dicha propuesta de convenio.
Tras el acuerdo de la junta debe realizarse la aprobación judicial del convenio por parte del juez de lo mercantil, e incluso en este momento cabe la oposición al convenio acordado, con dos casos especiales:
- Ausencia de oposición.
- Denegación de oficio.

En última instancia, el convencimiento subjetivo del juez mercantil sobre la viabilidad del convenio es lo que determinará que este sea aprobado.
Con la aprobación del convenio, y aun cuando la ley lo considere dentro de la misma fase procesal, en la práctica se abre una nueva fase, la de cumplimiento del convenio, donde cambian los actores. En la mayoría de los casos será el propio concursado quien ejecute el convenio e informe al juez.

#### La liquidación
La liquidación es el último recurso, pero esta mala solución es preferible a la continuidad de una empresa que solo va a conseguir aumentar el volumen de impagados en el mercado, llevando, en cascada, a otras empresas a una situación de concurso.
Cuando se ha comprobado que una empresa no es viable, una liquidación hoy siempre es un reparto de pérdidas menor que una liquidación realizada el día de mañana.
Deben de resaltarse las siguientes partes:
- Apertura de la liquidación a solicitud de una parte.
- Apertura de la liquidación de oficio.
- Publicidad de la apertura de la liquidación.
- Operaciones de liquidación.

La Ley concede al deudor la facultad de optar por una solución liquidadora del concurso, como alternativa a la de convenio, pero también le impone el deber de solicitar la liquidación cuando durante la vigencia de un convenio conozca la imposibilidad de cumplir los pagos comprometidos y las obligaciones contraídas con posterioridad a su aprobación.  De lo contrario, los acreedores estarán legitimados para instar la liquidación. 
En los casos de apertura de oficio o a solicitud de acreedor, la liquidación es siempre una solución subsidiaria. Así, procede la apertura de oficio cuando no se haya presentado ninguna propuesta de convenio; no se haya admitido a trámite ninguna de ellas; no alcance ninguna propuesta de convenio las mayorías necesarias; el convenio en cuestión resultase rechazado por el juez; recaiga sobre el mismo sentencia de nulidad; o se hubiera declarado el incumplimiento del mismo. 
La administración concursal también podrá pedir la apertura de la fase de liquidación en caso de cese de la actividad profesional o empresarial del deudor. 
La Ley reserva para esta fase de liquidación los clásicos efectos concursales de vencimiento anticipado de los créditos aplazados y conversión en dinero de los que consistan en otras prestaciones (efectos que no se dan con la mera declaración de concurso).
Aun en este último caso, la Ley procura la conservación de las empresas o unidades productivas de bienes o servicios integradas en la masa, mediante su enajenación como un todo, salvo que resulte más conveniente a los intereses del concurso su división o la realización aislada de todos o alguno de sus elementos componentes, con preferencia a las soluciones que garanticen la continuidad de la empresa.
Las operaciones de pago a los acreedores se regulan dentro de la fase de liquidación. Los créditos contra la masa operan con el carácter de prededucibles, en el sentido de que, antes de proceder al pago de los concursales, han de deducirse de la masa activa los bienes y derechos, no afectos a créditos singularmente privilegiados, que sean necesarios para satisfacer aquellos a sus respectivos vencimientos.

### Fase 4 Determinación de la responsabilidad
Esta es una de las materias en las que la reforma ha sido más profunda es la de calificación del concurso. 
La Ley limita la formación de la sección de calificación a supuestos muy concretos:
- La aprobación de un convenio que, por la cuantía de la quita o la duración de la espera, resulte especialmente gravosa. (quita superior a un tercio del importe de los créditos o espera superior a 3 años)
- La apertura de la liquidación.
- Incumplimiento del convenio

En estos supuestos, el concurso se calificará como:
- Concurso fortuito.
- Concurso culpable.

La calificación de culpable se reserva a aquellos casos en los que en la generación o agravación del estado de insolvencia hubiera mediado dolo o culpa grave del deudor, o de sus representantes legales, administradores o liquidadores.
Debemos de diferenciar, dentro de la clasificación del concurso, los siguientes apartados:
- El concurso culpable.
- La sección de calificación. - Es una pieza separada con los siguientes trámites fundamentales:
  - Formación y tramitación de la pieza de calificación.
  - Sentencia de clasificación del concurso y efectos.
  - Sustitución de los inhabilitados.
- La calificación del concurso en caso de intervención administrativa.[1]

### La conclusión del concurso
La Ley regula detalladamente las causas de conclusión del concurso, cuya naturaleza puede ser muy diversa:
- Porque la apertura no se ajustó a derecho (revocación del auto de declaración de concurso).
- Porque el procedimiento alcanzó su finalidad (cumplimiento del convenio, íntegra satisfacción de todos los acreedores).
- Por su frustración del objeto (inexistencia de bienes y derechos con los que satisfacer a los acreedores).
- Por el ejercicio del derecho de disposición de las partes sobre el procedimiento (desistimiento o renuncia de la totalidad de los acreedores reconocidos transacción del deudor con ellos, causas éstas que, por sus características, solo pueden operar una vez terminada la fase común del procedimiento y que exigen aceptación u homologación del juez, previo informe de la administración concursal).

Además, es un imperativo lógico y jurídico, que quien ha realizado funciones por designación judicial rinda cuentas de su actuación en la administración. El contenido de esta rendición será:
- Se incluirá una completa rendición de cuentas, que justificará cumplidamente la utilización que se haya hecho de las facultades de administración conferidas, en todos los informes de la administración concursal previos al auto de conclusión del concurso.
- Se informará en ellos del resultado y saldo final de las operaciones realizadas, solicitando la aprobación de las mismas.

La aprobación o la desaprobación de las cuentas no prejuzga la procedencia o improcedencia de la acción de responsabilidad de los administradores concursales, pero la desaprobación comportará su inhabilitación temporal para ser nombrados en otros concursos.
También se prevé el fallecimiento del concursado que no será causa de conclusión del concurso.

### La reapertura del concurso
Procede la reapertura en el caso de deudor, persona física, dentro de los cinco años siguientes a la conclusión de otro anterior por inexistencia de bienes, si se descubrieran, o si viniera a mejor fortuna.

## Normas procesales generales y sistema de recursos
La flexibilidad que inspira todo el procedimiento concursal se combina con las características de rapidez y simplicidad. 
La Ley de Enjuiciamiento Civil actúa como supletoria de la Ley Concursal, en cuanto ésta no contemple normas procesales especiales
Se regula un procedimiento abreviado que el Juez podrá aplicar cuando el deudor sea:
- Persona natural o persona jurídica.
- Que conforme a la legislación mercantil, esté autorizada a presentar balance abreviado.
- Que la estimación inicial de su pasivo no supere 10.000.000 de euros.

Pieza básica en este sistema procesal de la Ley es el incidente concursal, un procedimiento especial a través del cual se ventilarán todas las cuestiones que se susciten durante el concurso y que no tengan señalada en la Ley otra tramitación distinta. Este incidente se configura con dos modalidades procesales distintas, según la materia sobre la que verse:
1. Tiene por objeto resolver aquellas materias de índole laboral que se planteen en el marco del procedimiento concursal.
2. Para materias estrictamente concursales.

La celeridad de este procedimiento se complementa con un adecuado sistema de recursos, en el que, en principio, solo se admite el de reposición contra providencias y autos y el de apelación contra sentencias que aprueben o rechacen el convenio, su cumplimiento o incumplimiento y la conclusión del concurso. Contra las sentencias resolutorias de incidentes planteados con posterioridad o durante la fase de liquidación, cabrá también recurso de apelación.
Solo se admite el recurso de casación y el extraordinario de infracción procesal. 
Se introduce el recurso de suplicación y los demás que prevé la Ley contra las resoluciones en materia laboral y las que resuelvan los incidentes concursales que versen sobre la misma materia.

## Normas de derecho internacional privado
La Ley Concursal contiene unas normas de derecho internacional privado sobre esta materia, que siguen, con las convenientes adaptaciones, el modelo del Reglamento (CE) núm. 1346/2000, sobre Procedimientos de Insolvencia.
La nueva regulación se inspira también en la Ley Modelo de la Comisión de las Naciones Unidas para el Derecho Mercantil Internacional (CNUDMI-UNCITRAL) sobre Insolvencia Transfronteriza, recomendada por la Asamblea General de la Organización de las Naciones Unidas en su Resolución 52/158, de 15-12-1997.
La competencia internacional para declarar y tramitar el concurso se basa en el lugar de situación del centro de los intereses principales del deudor, teniendo el carácter de "principal" el concurso que se declare sobre esa base, sin perjuicio de que puedan abrirse otros concursos "territoriales" en aquellos Estados en los que el deudor tenga establecimientos.

## Disposiciones adicionales, transitorias y finales de la Ley
La profundidad de la reforma tiene su más clara expresión en las disposiciones adicionales, transitorias, derogatoria y finales que cierran la Ley. 
El alcance de la nueva regulación se extiende a múltiples sectores de nuestro ordenamiento jurídico y afecta a numerosas normas, que, en virtud de la reforma, han de quedar modificadas, en unos casos y, derogadas, en otros. 
En la disposición final trigésima primera encomienda al Gobierno que en el plazo de seis meses a contar desde la fecha de entrada en vigor de esta Ley presente a las Cortes Generales un proyecto de ley sobre reforma de los Códigos Civil y de Comercio en materia de concurrencia y prelación de créditos en caso de ejecuciones singulares.
La Ley ha respetado la legislación específica aplicable a las entidades de crédito, a las aseguradoras y a las operaciones relativas a los sistemas de pagos y de compensación de valores o instrumentos financieros derivados, en gran parte impuesta por el derecho de la Unión Europea, y que afecta a determinados aspectos del concurso. Solo en defecto de normas especiales y en la medida en que sean compatibles con la naturaleza de aquellos sistemas, se aplicarán en esta materia las de esta Ley.
Materia especialmente delicada es la relativa al derecho transitorio, en la que la Ley ha optado por respetar el principio de irretroactividad con algunas excepciones, dos de ellas muy señaladas: la primera, para hacer posible la aplicación a los procedimientos que se encuentran en trámite de las normas sobre conclusión del concurso; la segunda, para permitir la aplicación a aquellos procedimientos del régimen más flexible de propuesta de convenio y de adhesiones que establece esta Ley, lo que contribuirá a facilitar la tramitación de los que se hallan en curso e incluso, en algunos casos, la conclusión de aquellos que se encuentren paralizados. Se ha previsto también, transitoriamente, la competencia de los Juzgados de Primera Instancia, hasta la entrada en funcionamiento de los Juzgados de lo Mercantil.

## Críticas
Los administradores judiciales concursales de empresas critican el hecho de que en España "Uno de los principales lastres de la normativa es el privilegio que se le otorga al crédito público, que no tiene parangón con el resto de Europa. Las deudas con Hacienda, Seguridad Social o ayuntamientos son las que no tienen perdón, a diferencia del resto de acreedores, que han de asumir quitas si quieren recuperar algo."